# Круч (Великопольське воєводство)
Круч (пол. Krucz) — село в Польщі, у гміні Любаш Чарнковсько-Тшцянецького повіту Великопольського воєводства.
Населення — 422 особи (2011).
У 1975-1998 роках село належало до Пільського воєводства.

## Демографія
Демографічна структура станом на 31 березня 2011 року:
|          | Загалом | Допрацездатний вік | Працездатний вік | Постпрацездатний вік |
| -------- | ------- | ------------------ | ---------------- | -------------------- |
| Чоловіки | 218     | 48                 | 154              | 16                   |
| Жінки    | 204     | 52                 | 111              | 41                   |
| Разом    | 422     | 100                | 265              | 57                   |